# Yushania tessellata
Yushania tessellata är en gräsart som först beskrevs av Richard Eric Holttum, och fick sitt nu gällande namn av Soejatmi Dransfield. Yushania tessellata ingår i släktet yushanior, och familjen gräs. Inga underarter finns listade i Catalogue of Life.